# 聖尼古拉球場
聖尼古拉球場（義大利語：Stadio San Nicola）是位於意大利巴里的一座多用途體育場，於1990年建成。球場的設計者是倫佐·皮亞諾。目前主要用來做舉辦足球比賽用。聖尼古拉球場是巴里的主場球場。球場可容納58,248名觀眾。
聖尼古拉球場是1990-91賽季歐洲冠軍杯的決賽舉辦地。在這場比賽中，貝爾格萊德紅星隊取得了該賽季歐洲冠軍杯的冠軍。聖尼古拉球場也是1990年世界杯足球賽的舉辦場地之一，在該球場共進行了5場比賽，其中包括意大利對英格蘭季軍戰。

## 1990年世界盃足球賽
聖尼古拉球場曾是1990年世界盃足球賽比賽場地之一，並且在期間舉辦過以下賽事：
| 日期          | 隊伍 #1      | 比分 | 隊伍 #2  | 回合   |
| ------------- | ------------ | ---- | -------- | ------ |
| 1990年6月9日  | 苏联         | 0–2  | 羅馬尼亞 | B組    |
| 1990年6月14日 | 喀麦隆       | 2–1  | 羅馬尼亞 | B組    |
| 1990年6月18日 | 喀麦隆       | 0–4  | 苏联     | B組    |
| 1990年6月23日 | 捷克斯洛伐克 | 4–1  |          | 十六強 |
| 1990年7月7日  | 義大利       | 2–1  | 英格兰   | 季軍戰 |